# محطة قطار بارتون أون هامبر
محطة قطار بارتون أون هامبر (بالإنجليزية: Barton-on-Humber railway station)‏‏ هي محطة قطار في المملكة المتحدة، تُشغلها قطارات إيست ميدلاند. افتُتحت هذه المحطة في 1 مارس 1849، ويبلغ عدد مسارات أرصفتها 1.

## معرض صور

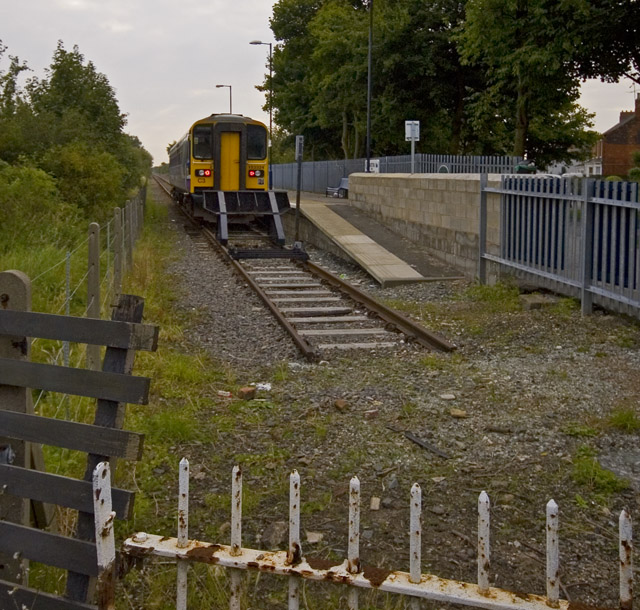
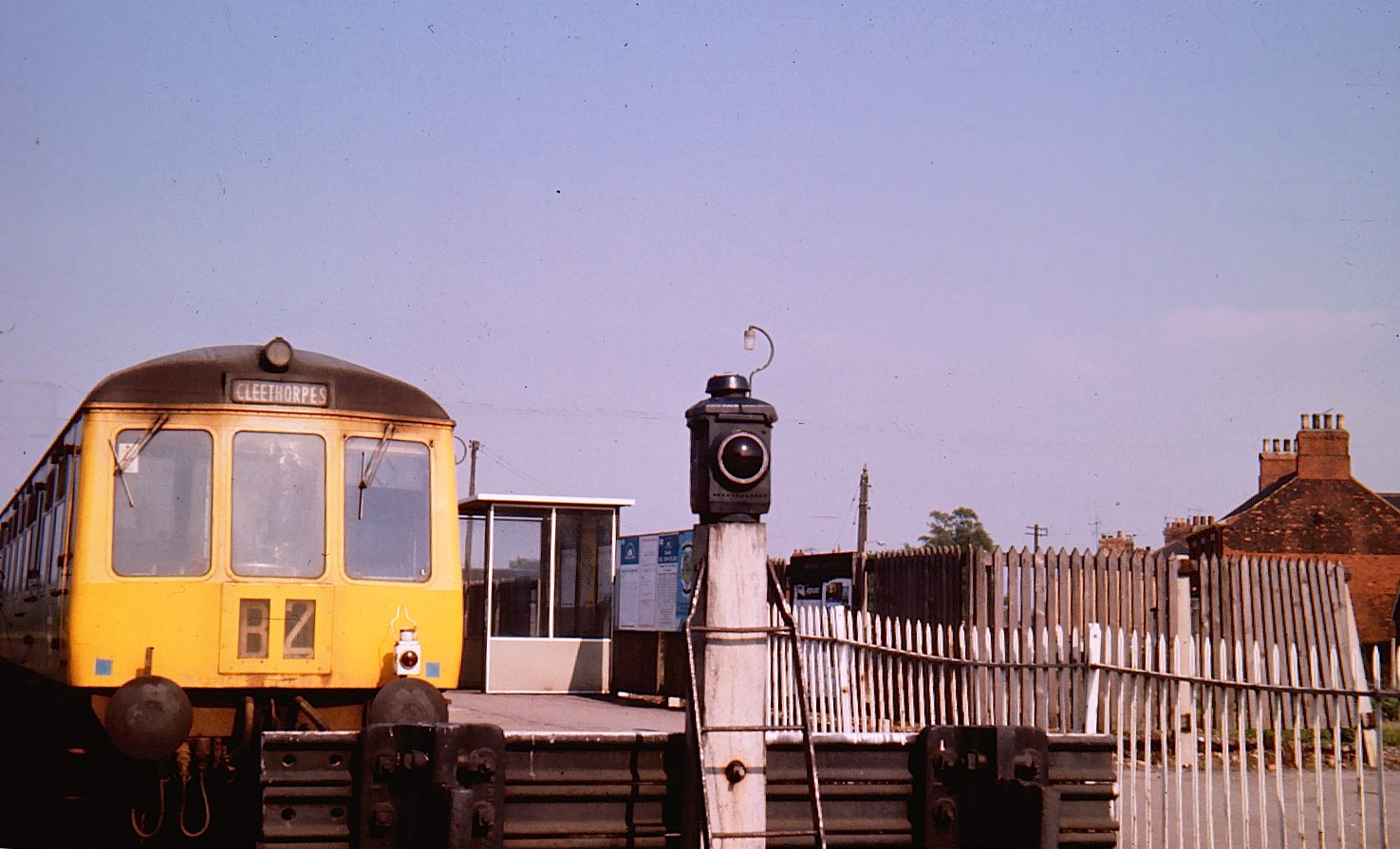
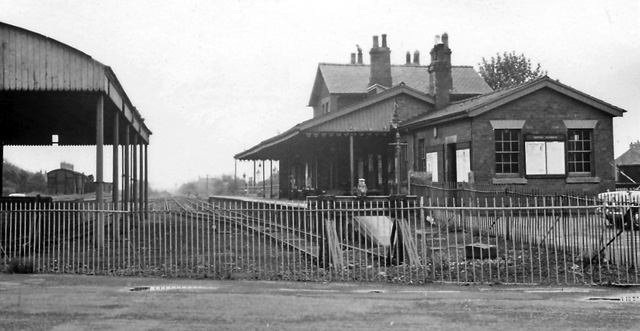
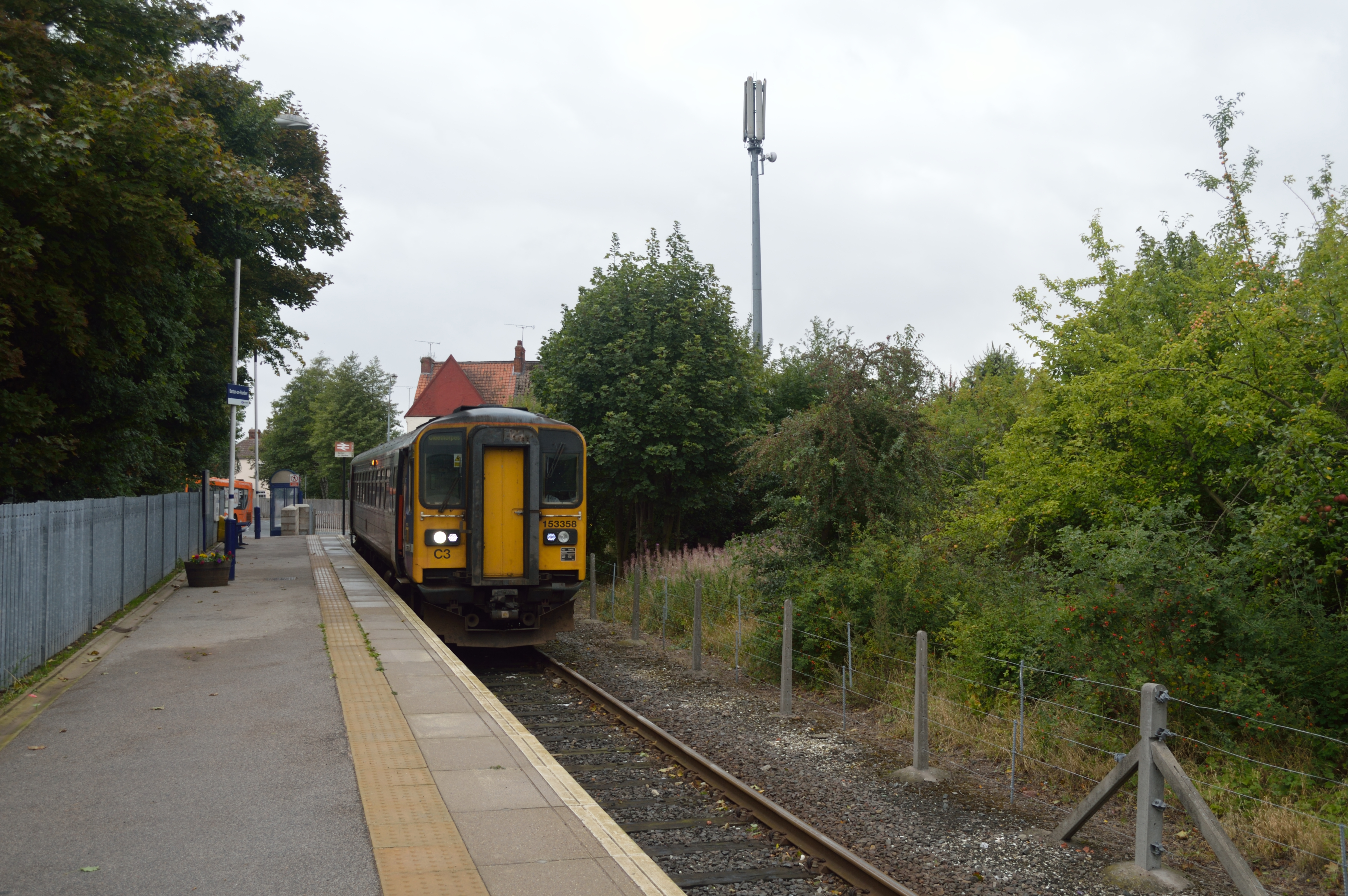